# 谢尔盖·阿达莫维奇·科瓦廖夫
謝爾蓋·阿达莫维奇·科瓦廖夫（羅馬化：Sergei Adamovich Kovalyov；（1930年3月2日—2021年8月9日）是俄罗斯人权活动家和政治家。在苏联时期，他是持不同政见者，1975年后成为政治犯。

## 早期的职业生涯和被捕
科瓦廖夫出生在苏联乌克兰蘇梅附近的中布達镇。  1932年，他的家人搬到了莫斯科附近的Podlipki村。 1954年，科瓦廖夫毕业于莫斯科国立大学 ，并于1964年获得生物物理学博士学位。作为一名生物物理学家，科瓦廖夫发表了60多篇科学出版物。从50年代中期开始，作为研究生和讲师，他反对当时受到尼基塔·赫鲁晓夫和苏联共产党青睐的特罗菲姆·李森科遗传理论。
1969年，一群持不同政见者成立了苏联保卫人权行动小组，这是苏联第一个这样的独立机构，科瓦廖夫是其中的一员 :343。该组织的14名成员首先引起了公众和国际的关注，当时他们和38名支持者签署了一份关于苏联政治迫害的呼吁书，并在苏联政府的领导下将其发送给了联合国；与此同时，他们中的一些人还作为作者和编辑参与了1968年4月首次出版的人权季刊秘密出版物《时事纪事》（1968-1983）的出版。当时行动小组的成员受到当局的压力 ，他们的言论和活动变得断断续续。在1969年5月向联合国人权委员会签署呼吁后，科瓦廖夫继续签署许多声明和呼吁，以捍卫其他持不同政见者、作家和维权人士。其中包括：弗拉基米尔·布科夫斯基、穆斯塔法·杰米列夫、彼得·格里戈連科、维克托·考斯托夫 (Viktor Khaustov)、Viktor Nekipelov、Leonid Plyushch、Yuri Shikhanovich、亚历山大·索尔仁尼琴和 Gabriel Superfin。（参见他1975年在维尔纽斯受审时的指控单) 
1972年6月彼得·约诺维奇·亚基尔被捕后，《时事纪事》有一年多没有出现。 1974年5月7日，科瓦廖夫、Tatyana Velikanova和 Tatyana Khodorovich为外国记者举行了新闻发布会，宣布他们决定重新分发这一秘密出版物，从先前被延宕的三期开始 。（他们是《时事纪事》的其中一些编辑，但当时并未承认。) 结果，其中两人被捕入狱，第三人塔季扬娜·霍多罗维奇 (Tatyana Khodorovich) 被迫流亡国外。科瓦廖夫是第一个被拘留的人，他于1974年12月27日在莫斯科被捕 ，十二个月后他在立陶宛首都维尔纽斯受审，罪名是“反苏煽动和宣传”。根据苏俄刑法第70条，这是一种“特别严重的危害国家罪”。科瓦廖夫被判处十年监禁和流放，在严格制度的政治犯监狱中服刑七年（乌拉尔的彼爾姆36號勞改營和鞑靼斯坦的奇斯托波爾监狱），随后被流放至俄羅斯遠東地區的科雷馬三年。1984年底服完刑期后，他获准在俄罗斯中部的加里宁（今特维尔）定居。

## 苏联改革
由前苏联领导人米哈伊尔·戈尔巴乔夫发起的1987年苏联经济改革和開放政策中，数百名政治犯于1987年从集中营、流放地和精神病院获释，并解除居住刑期满者的限制。因此，科瓦廖夫于1987年获准返回莫斯科。
他积极参与了当时出现的许多组织。例如，1989年，安德烈·萨哈罗夫推荐他担任短命的俄美人权组织“捍卫人权”项目组的联合主任。一些机构，如“開放政策”新闻俱乐部和国际人道主义会议（1987年12月）并没有持续到那个时期：正如他们的讨论所揭示的那样，苏联当局并不热衷于允许前持不同政见者组织国内或国际集会。苏联共产党中央政治局和克格勃同样对非营利组织“纪念”持谨慎态度，“纪念”是另一个存活至今的组织。它同时关注过去的苏联压迫和当今的人权问题，这使得它特别适合科瓦廖夫的参与，他在1990年后担任了多年的联席主席。

## 后苏联时期的俄罗斯

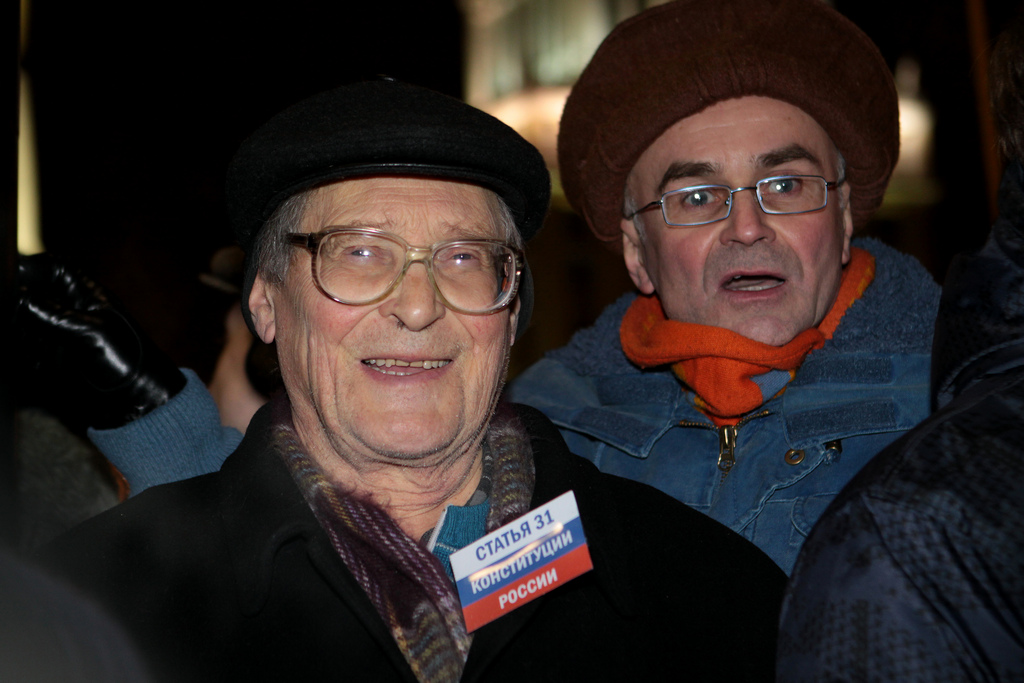
科瓦列夫在Strategy-31集会上捍卫俄罗斯宪法第 31 条（集会自由）。莫斯科，2010 年 1 月 31 日

苏联解体后，科瓦廖夫转而从政。1991年1月，他与其他人共同撰写了《俄罗斯人权和公民权利宣言》，并且是俄罗斯联邦宪法第2条（人和公民的权利和自由）的主要贡献者。
1990至1993年，他担任俄国人民代表，并担任俄罗斯最高苏维埃常委。他当时担任总统人权委员会主席
从1993年到 2003 年，科瓦廖夫是俄罗斯国家杜马的国会议员 ，同时是国家杜马人权委员会主席。从1996年到2003年，他还是俄罗斯出席欧洲委员会议会大会的代表团成员，以及议会法律事务和人权委员会的成员。1993年，他参与创立了俄罗斯选择党 （俄语：Выбор России，后更名为“俄罗斯民主选择党”）。1994年以来，时任叶利钦总统人权顾问的科瓦廖夫就公开反对俄罗斯军事介入车臣战争。在格罗兹尼，他亲眼目睹了第一次車臣戰爭的真实情况。他通过电话和电视进行的每日报道激发了俄罗斯公众反对战争的舆论。由于他的激进主义，他于1995年被解除了在杜马的职务1994年，他因人权活动而被捷克“有需要的人”组织授予“Homo Homini”奖 。
科瓦廖夫一直直言不讳地批评鲍里斯·叶利钦和弗拉基米尔·普京政府的独裁倾向。1996年，他辞去了保障人权委员会主席的职务，发表了一封给叶利钦的公开信，科瓦廖夫在信中指责总统放弃了民主原则。2002年，他组织了一个调查1999年俄罗斯公寓楼爆炸案的公共委员会（科瓦廖夫委员会 ），该委员会在其中一名成员谢尔盖·尤申科夫于2003年4月遇刺身亡后陷入瘫痪，另一名成员尤里·谢科奇欣于2003年7月据信被用铊毒死，其法律顾问和调查员米哈伊尔·特列帕什金被捕。
2005 年，他参加了关于苏联异见运动历史的四集电视纪录片《他们选择了自由》。
科瓦廖夫反对2008年俄格戰爭，并反对俄罗斯承认自称的分裂国家阿布哈茲和南奥塞梯。 
2010年3月，科瓦廖夫在网上签署了俄罗斯反对派“普京必须下台”的反普京宣言。
科瓦廖夫公开反对2014年俄羅斯聯邦併吞克里米亞以及俄罗斯对其在乌克兰扶植的傀儡政权頓涅茨克人民共和國和卢甘斯克人民共和国的军事、政治和经济支持。 
科瓦廖夫于2021年8月9日在莫斯科于睡梦中去世，享年91岁。

## 荣誉
科瓦廖夫获得过无数奖项和荣誉称号。2004年，他因记录俄罗斯在臣的罪行而被受威胁人民协会授予Victor Gollancz奖。科瓦廖夫还与安娜·波利特科夫斯卡娅和柳德米拉·阿列克谢耶娃共同获得了2004年奥洛夫·帕尔梅奖。 2011年，他因坚持民主价值观和自由理想而荣获立陶宛自由奖。

## 作品

### 书籍
- [The flight of the white raven: from Siberia to Chechnya: Autobiography]. Rowohlt Berlin. 1997. ISBN 978-3871342561 （德语）.
- [Russia's difficult path and its place in Europe]. Jena: Collegium Europaeum Jenense an der Friedrich-Schiller Universität Jena. 1999. ISBN 978-3933159052 （德语）.
- Hood, Roger; Kovalev, Sergei. . Strasbourg: Council of Europe Pub. 1999. ISBN 978-9287138743.
- [Pragmatics of political idealism]. Moscow: Институт прав человека. 1999. OCLC 162477430 （俄语）.
- [World, country, personality]. Moscow: Изограф. 2000. ISBN 978-5871130858 （俄语）.

- Kovalev, Sergei. . The New York Review of Books. 8 June 1995  [2023-05-03]. （原始内容存档于2015-09-30）.
- (PDF). Transition. 9 June 1995, 1 (9): 42–43. （原始内容存档 (PDF)于26 March 2016）.
- Kovalev, Sergei. . Index on Censorship. 1996, 25 (3): 54–58. doi:10.1080/03064229608536075 .
- Fitzpatrick, Catherine A.; Kovalev, Sergei. . The New York Review of Books. 29 February 1996  [2023-05-03]. （原始内容存档于2015-10-31）.
- Kovalev, Sergei. . The New York Review of Books. 18 April 1996  [2023-05-03]. （原始内容存档于2015-10-13）.
- [Sergei Kovalev's open letter to B.N. Yeltsin and A.I. Lebed]. 15 July 1996  [2023-05-03]. （原始内容存档于2023-05-08） （俄语）.
- . New Perspectives Quarterly. 22 June 1996, 13: 39–40. （原始内容存档于17 November 2015）.
- Kovalev, Sergei. . The New York Review of Books. 17 July 1997: 27–31. （原始内容存档 (PDF)于26 March 2016）.
- . Izvestiya. 21 May 1998. （原始内容存档于23 February 2016）.
- Kamau, John; Jere-Malanda, Regina; Rogers, Daniel; Clayton, Rupert; Kendle, Andrew; Pilch, Ruth; Richards, Catherine; Martin, Simon; Cortés, Dolores; Azad, Arif; Newsham, Gill. . Index on Censorship. 1999, 28 (1): 96–97. S2CID 220988419. doi:10.1080/03064229908536512.
- Kovalev, Sergei. . Index on Censorship. 2000, 29 (4): 30–31. doi:10.1080/03064220008536757 .
- Kovalev, Sergei. . The New York Review of Books. 10 February 2000  [2023-05-03]. （原始内容存档于2015-10-31）.
- Kovalev, Sergei. . The New York Review of Books. 9 August 2001  [2023-05-03]. （原始内容存档于2015-10-16）.
- Kovalev, Sergei. . The New York Review of Books. 22 November 2007  [2023-05-03]. （原始内容存档于2015-11-21）.
- Kovalev, Sergueï.  [Ethics and "realpolitik"]. La Revue Russe. 2009, 33 (1): 25–30  [2023-05-03]. doi:10.3406/russe.2009.2382. （原始内容存档于2023-05-05） （法语）.
- [Will you pay the full penalty for ideal? On the responsibility of intellectuals: it is time to sharply oppose the feeling of self-esteem to so-called real politics]. Novaya Gazeta (75). 15 July 2009  [2023-05-03]. （原始内容存档于2013-12-24） （俄语）.
- [About vanity and lies. The answer with ad hominem argument]. Novaya Gazeta (115). 14 October 2013  [2023-05-03]. （原始内容存档于2023-05-08） （俄语）.
- ["In current conflicts, the parties are always looking for a foothold in the concept of "patriotism." Sergei Adamovich Kovalev's lecture on his own anniversary at the International Center "Memorial"]. Novaya Gazeta (24). 11 March 2015  [2023-05-03]. （原始内容存档于2022-04-05） （俄语）.
- [An open letter by Sergei Kovalev]. Novaya Gazeta (65). 15 June 2015  [2023-05-03]. （原始内容存档于2022-04-05） （俄语）.
- [The shadow of Gulag]. 5 May 2015  [2023-05-03]. （原始内容存档于2016-03-05） （俄语）.

## 延伸阅读
- Bowring, Bill.  (PDF). Socialist Lawyer. Summer 1995, (24): 21–22. （原始内容存档 (PDF)于31 March 2016）.
- Gilligan, Emma. . London: Routledge. 2004. ISBN 978-1134348503.
- Eisner, Thomas; Wilson, Edward. . Science. 8 October 1976, 194 (4261): 133–134. Bibcode:1976Sci...194..133E. PMID 17839443. doi:10.1126/science.194.4261.133.
- Spotila, James. . Nature. 5 April 1979, 278 (5704): 502. Bibcode:1979Natur.278..502S. doi:10.1038/278502c0 .
- Wade, Nicholas. . Science. 5 November 1976, 194 (4265): 585–587. Bibcode:1976Sci...194..585W. PMID 17818411. doi:10.1126/science.194.4265.585.